# آناندریوولا
آناندریوولا (انگلیسی: Anandrivola) یک منطقهٔ مسکونی در ماداگاسکار است که در آنالانجیروفو واقع شده‌است.